# Super Liga de Belice
La Super Liga de Belice fue un torneo de fútbol a nivel de clubes en Belice que no era reconocido por la Federación de Fútbol de Belice creada en 2006 y teniendo su primera temporada oficial un año después.
La liga desapareció en el año 2011 luego de que la Federación de Fútbol de Belice decidiera fusionar la liga con la Liga Premier de Fútbol de Belice para crear la Liga Premier de Belice.

## Historia
La liga era administrada por oficiales de la Federación de Fútbol de Belice llamados Inter-Oficiales en 2005. Un año después de decidió que la liga incluiría equipos aficionados y equipos con más de 35 participaciones en torneos locales en Belice, y para el 2007 se decidió aceptar a equipos semiprofesionales que anteriormente formaron parte de la Liga Premier de Fútbol de Belice, así como el interés de crear una liga de fútbol femenil en un futuro.

## Equipos 2011 (última temporada)
- Cayo South United
- Griga Knights
- Hattieville Monarch
- Orange Walk United
- Paradise Freedom Fighters
- Placencia Assassins
- RG City Boys United
- World FC

## Ediciones anteriores
- 2007: Tex Mar Boys
- 2008: Valley Renaissance
- 2009: Tex Mar Boys
- 2010: RG City Boys United
- 2011: Placencia Assassins

## Títulos por equipo
| Club                | Títulos | Último |
| ------------------- | ------- | ------ |
| Texmar United       | 2       | 2009   |
| Valley Renaissance  | 1       | 2008   |
| RG City Boys United | 1       | 2010   |
| Placencia Assassins | 1       | 2011   |